# Anthony Thirlwall
Anthony Thirlwall   (21 d'abril de 1941 - 8 de novembre de 2023) va ser un professor d'Economia Aplicada a la Universitat de Kent. Va néixer el 1941 i va rebre la seva educació superior a les universitats de Leeds, Cambridge i Clark.
Pràcticament la totalitat de la seva carrera acadèmica es va desenvolupar a la Universitat de Kent a la qual es va incorporar com a professor el 1966, tot i que també va treballar com a assessor econòmic del govern i va ocupar diversos càrrecs a la West Virginia University (1967), la universitat de Princeton (1971-1972), la Universitat de Papua Nova Guinea (1974), la Universitat de Cambridge (1979, 1986), la Universitat de Melbourne (1981, 1988) i la Universitat de La Trobe (1994).
Va fer conferències a l'estranger, entre elles a l'Institut Politècnic Nacional de la Ciutat de Mèxic, de la qual va néixer el seu llibre: Economic Growth in an Open Developing Economy: The Role of Structure and Demand. Va ser conegut per ser l'autor de l'anomenada Llei de Thirlwall.

## Obra publicada
- Economics of Development: Theory and Evidence (Palgrave Macmillan). First edition 1972. Ninth edition 2011. (Chinese and Greek translations). ISBN 0-230-22229-3
- Inflation, Saving and Growth in Developing Economies (Macmillan, 1974; St Martin's Press, USA, 1975). Spanish Edition, El Moderna, Mexico, 1978. ISBN 0-333-17310-4
- Regional Growth and Unemployment in the United Kingdom (with R. Dixon), (Macmillan, 1975; Holmes and Meier, USA, 1975). ISBN 0-333-15561-0
- Financing Economic Development (Macmillan 1976), ISBN 0-333-17792-4; Greek Edition, Scientific Editions Publishing Company 1977; Spanish Edition, Vicens-Vives, 1978; Turkish Edition, Ak Yayinlari, 1980.
- Balance of Payments Theory and the United Kingdom Experience (Macmillan). First Edition, 1980. Fourth Edition, 1992 (with H.D. Gibson), ISBN 0-333-42109-4
- Nicholas Kaldor (Harvester Wheatsheaf Press, 1987 and New York University Press, USA, 1987). ISBN 0-7450-0108-4
- Deindustrialisation (with S. Bazen) (Heinemann). First Edition, 1989. Third Edition 1997.
- The Performance and Prospects of the Pacific Island Economies in the World Economy (University of Hawaii Press, 1991). ISBN 0-86638-130-9
- Economic Growth and the Balance of Payments Constraint (with J. McCombie), (Macmillan, 1994). ISBN 0-312-10183-X
- The Economics of Growth and Development: Selected Essays of A.P. Thirlwall Vol 1 (Edward Elgar, 1995). ISBN 1-85898-207-3
- Macroeconomic Issues from a Keynesian Perspective: Selected Essays of A.P. Thirlwall, Vol 2 (Edward Elgar, 1997). ISBN 1-85898-605-2
- The Euro and 'Regional Divergence' in Europe New Europe Research Trust, 2000. ISBN 0-9536360-1-1
- The Nature of Economic Growth : An Alternative Framework for Understanding the Performance of Nations (Edward Elgar, 2002), ISBN 1-84376-338-9. Spanish Edition, Fondo de Cultura Económica, Mexico 2003; Japanese Edition, Gakubunsha Co. Ltd 2003; Portuguese Edition, IPEA, Brazil, 2005.
- Trade, the Balance of Payments and Exchange Rate Policy in Developing Countries (Edward Elgar, 2003). ISBN 1-84376-229-3
- Essays on Balance of Payments Constrained Growth (Routledge Press, 2004) (with J.McCombie). ISBN 0-415-32631-1
- Trade Liberalisation and The Poverty of Nations (Edward Elgar, 2008) (with P. Pacheco-López). ISBN 1-84720-822-3
- Economic Growth in an Open Developing Economy: The Role of Structure and Demand (Edward Elgar, 2013). ISBN 9781781955338